# Wörterbuch (Roman)
Wörterbuch ist ein Roman von Jenny Erpenbeck, der 2005 im Eichborn Verlag veröffentlicht wurde.

## Inhalt
Die Familie der Ich-Erzählerin besteht aus drei Personen: dem Vater, der Mutter und der Tochter. Der Vater ist ein hoher Militäroffizier, der im Auftrag des argentinischen Diktators agiert, die Mutter sorgt für das Kind. Die Tochter geht auf eine strenge Militärschule. Die Familie beschäftigt eine Amme und eine Aufwartefrau.
Die ganze Geschichte spielt in einem nicht benannten, südamerikanischen Land um 1980, während General Videla über das Gebiet herrschte. In dieser Zeit verschwanden viele Bürger spurlos. Dieser Aspekt wird auch in der Handlung des Buches erwähnt. Außerdem ist immer wieder die Rede von fallenden Schüssen und dem Tod, wofür die Hauptperson des Buches harmlose Erklärungen zu finden versucht. Die Hauptperson hat in ihrem Leben schon viel Schlimmes erlebt und gesehen. Sie versucht, all das zu verdrängen, aber immer, wenn sie ein gewisses Wort hört oder an einen bestimmten Ort kommt, kehren alle Erinnerungen zurück. Sie schafft es nicht, sich der Vergangenheit zu verschließen und muss sich ihrem Leben stellen. Obwohl sie das gar nicht will, kommt sie dem dunkeln Geheimnis ihrer Vergangenheit auf die Spur, als sie versucht zu begreifen, was passiert ist. Als Baby musste sie miterleben, wie ihre Eltern zu Tode gefoltert wurden. Sie selbst kam in die Familie des verantwortlichen Geheimdienstoffiziers, wo sie resozialisiert werden sollte. Deshalb wurde sie von der Amme aufgezogen und nicht von ihrer Ersatzmutter.
Nach und nach erinnert sie sich an die Wörter dieser Zeit, die Spuren in ihrem Gedächtnis hinterließen. Beim Stichwort „Milch“ begreift sie, warum ihre Mutter eine Amme engagierte, bei „Hände“ entsinnt sie sich der von ihrem Adoptivvater verstümmelten Tochter der Amme, und bei „Messer“ fallen ihr die Gefangenen ein, die im Folterkeller eingesperrt waren. So knüpft sich an jedes Wort ein Bild oder eine kleine Szene. Obwohl der Vater schlussendlich ins Gefängnis kommt, gewinnt sie so ihre Freiheit nicht zurück.

## Handlungsort
Der genaue Handlungsort wird nie klar erwähnt. Aufgrund von einigen Textstellen kann man jedoch darauf schließen, dass es sich um eine Stadt im Süden handelt. Die Häuser sind bunt gestrichen, die Sonne scheint das ganze Jahr über und die Menschen sind braungebrannt. Außerdem wird ein Obelisk erwähnt, womit vermutlich derjenige in der Stadtmitte von Buenos Aires gemeint ist. Weitere Anhaltspunkte, darunter die Difunta Correa, die erwähnt wird, erlauben die Annahme, dass es sich um ein südamerikanisches Land, sehr wahrscheinlich Argentinien, handelt.

## Stil
Der Schreibstil ist sehr speziell. Es gibt Sätze, die eine ganze Seite lang sind, aber auch solche, die aus einem einzigen Wort bestehen. Außerdem werden viele Dinge nur angedeutet, was das Buch nur schwer verständlich macht.

## Besonderheiten
Im Buch werden immer wieder Lieder erwähnt, zum Beispiel Guten Abend, gut’ Nacht von Johannes Brahms oder Weibertreue (aus der Oper Così fan tutte) von Wolfgang Amadeus Mozart.
Ebenfalls werden zahlreiche Sprichwörter zitiert.

## Rezensionen
„Ein politisches und zugleich wundervolles Buch.“ – Focus, auf dem Buchrücken
„Jenny Erpenbeck gelingt ein sprachlicher Balanceakt, in dem sich Grauen und Schönheit aneinanderschmiegen und in dem selbst das Ungesagte eine Wucht sondergleichen erhält.“ – Klappentext
„Jenny Erpenbecks kunstvolle Prosa gehört zu einer seltenen Art von Literatur, die das Gruseln lehrt, ohne es darzustellen. Sie versetzt den Leser in einen Schwebezustand zwischen Traum und Wirklichkeit und lässt keinen Zweifel daran, dass hinter beidem stets der Albtraum lauert.“ – Neue Zürcher Zeitung vom 12. Juli 2005.
„Der künstlich wirkende, infantile Ton, den Jenny Erpenbeck in ihrem neuen Roman ‚Wörterbuch‘ anschlägt, besitzt ‚etwas Frühvergreistes‘. Erpenbeck gibt sich nicht damit zufrieden, eine angstbesetzte Kindheitswelt zu rekonstruieren – bis hin zum Spracherwerb, darum der Titel ‚Wörterbuch‘ – sondern siedelt die Geschichte darüber hinaus in einem anonymen totalitären Land an, das stark an Argentinien erinnert. Der Ort bleibt verrätselt, das Böse vage.“ – Süddeutsche Zeitung vom 31. Mai 2005.
„‚Das Wörterbuch‘ von Jenny Erpenbeck ist kein alphabetisches Nachschlagewerk, sondern eine nach der Psycho-Logik eines gespaltenen Bewusstseins strukturierte niederschmetternde Sprachkunde. Ein oberflächlich intaktes Wortregister, tatsächlich aber ein Lexikon der Lüge mit einer nur scheinbar harmlosen Begrifflichkeit. […] Mit unerbittlicher Genauigkeit erstellt Jenny Erpenbeck die exakte Kartographie einer aus den Fugen geratenen Sprache und eines beschädigten Bewusstseins. Die formalen Mittel, die sie dazu einsetzt, sind überwältigend: eine experimentelle Sprache, die oft aber gerade durch ihre zwanghafte Originalität wieder an Kraft einbüßt. Was immer wieder besticht, sind der Klang, die höchst suggestive Sprachkomposition und der bis in die letzte Silbe, bis in die kunstvolle Interpunktion hinein ausgefeilte Sprachrhythmus. Der Leser wird einer monologisierenden, manchmal sogar geschwätzigen Kopfprosa ausgesetzt, die ihn mit einer ungeheuren Kraft durch den Text schleudert.“
„Merkwürdig ist nur, dass der Text, ausschließlich auf sich selbst hinweisend und nicht darüber hinaus, wie ein schwarzes Loch alles in sich zu verschlingen scheint. Wenige Eindrücke bleiben haften, selbst die kraftvolle Sprachlichkeit verblasst schnell. Und seltsamer noch, dass die Erzählung trotz Einsatz dieser gewaltigen sprachlichen Mittel nicht wirklich zu berühren vermag.“
„Es ist beeindruckend, wie es Jenny Erpenbeck in diesem Prosatext gelingt, die Hintergründe der Handlung bis zum Schluss in der Schwebe zu halten, so dass ihn ein bedeutungsvolles Raunen durchzieht. Denn die Autorin gestattet ihren Lesern nicht mehr Einsichten als dem Kind, das sich verschiedene Ereignisse nicht erklären kann.“

## Buchausgabe
- Jenny Erpenbeck: Wörterbuch. Eichborn, Berlin 2005, ISBN 978-3-8218-0742-3.